# Obiect de câmp
Un obiect de câmp este un obiect ceresc care nu aparține niciunui grup sau roi, în special niciunui roi de stele sau asociație de stele.
Obiectul de câmp este adesea denumit, de exemplu, o stea de câmp sau o pitică cenușie de câmp. Prin construcție, aceste obiecte pot fi găsite oriunde și, atunci când se studiază un anumit obiect, obiectele de câmp pot contamina observația sau, dacă se observă un grup de obiecte (roiuri etc.), acest „intrus” poate denatura rezultatul și trebuie, prin urmare, exclus; ele trebuie, așadar, identificate.
Orice galaxie care nu aparține niciunui roi de galaxii și care, prin urmare, este izolată gravitațional este denumită și galaxie de câmp.